# Onze-Lieve-Vrouw van Altijddurende Bijstandkerk (Valkenburg)
De Onze-Lieve-Vrouw van Altijddurende Bijstandkerk is een kerkgebouw in Valkenburg in de gemeente Valkenburg aan de Geul in de Nederlandse provincie Limburg. De kerk ligt aan de noordzijde van het Walramplein aan de Sint Pieterstraat, vlak nadat de Geul zich in twee takken heeft gesplitst bij de Walramstuw. Op ongeveer 200 meter naar het westen ligt de H.H. Nicolaas en Barbarakerk.
Het gebouw is opgedragen aan de Onze-Lieve-Vrouw van Altijddurende Bijstand.

## Geschiedenis
In 1955 scheidde de parochie van O.L. Vrouw van Altijddurende Bijstand zich af van de H.H. Nicolaas en Barbaraparochie. Eerst maakte men gebruik van een noodkerk aan het Walramplein.
Op 11 december 1960 werd de eerste steen gelegd van de nieuwe kerk naar het ontwerp van architect Theo Boosten en in opdracht van bouwpastoor A.J. Gibbels. De kerk kreeg ruimte voor 900 zitplaatsen.
Op 1 november 1961 werd de kerk ingezegend en op 25 maart 1962 werd ze geconsacreerd.
In de jaren 1980 vond men de kerk te groot. De architect kwam toen met de oplossing om een dagkapel in de kerk te bouwen, die uiteindelijk op 16 april 1989 werd ingezegend. Tevens werd met de bouw van de kapel de kerk anders ingericht en werd het aantal zitplaatsen teruggebracht naar 450.
In 2016 werd de kerk aan de eredienst onttrokken. De laatste eredienst vond plaats op zondag 17 januari 2016. Het Vermeulen-orgel uit 1900, dat sinds 1986 in het kerkgebouw stond, is in 2021 door Adema's kerkorgelbouw geplaatst in de na brand opgebouwde Corneliuskerk in Limmen.

## Opbouw
De georiënteerde zaalkerk is opgetrokken in mergelsteen en baksteen en heeft op het dak een ronde naaldspits. Het heeft een rechthoekig grondplan en een wigvormig koor.
Voor de kerk staat een ijzeren klokkenstoel.

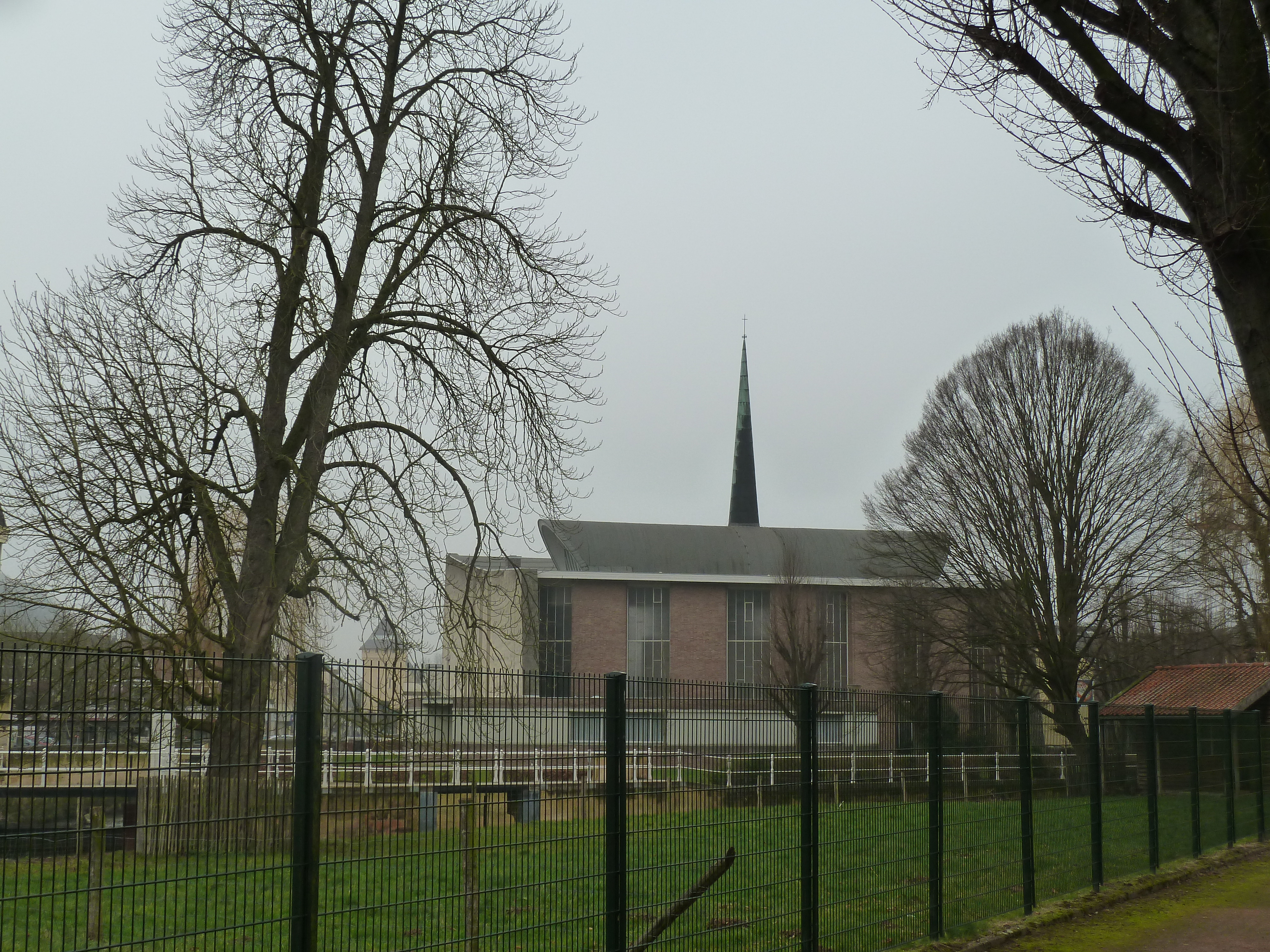
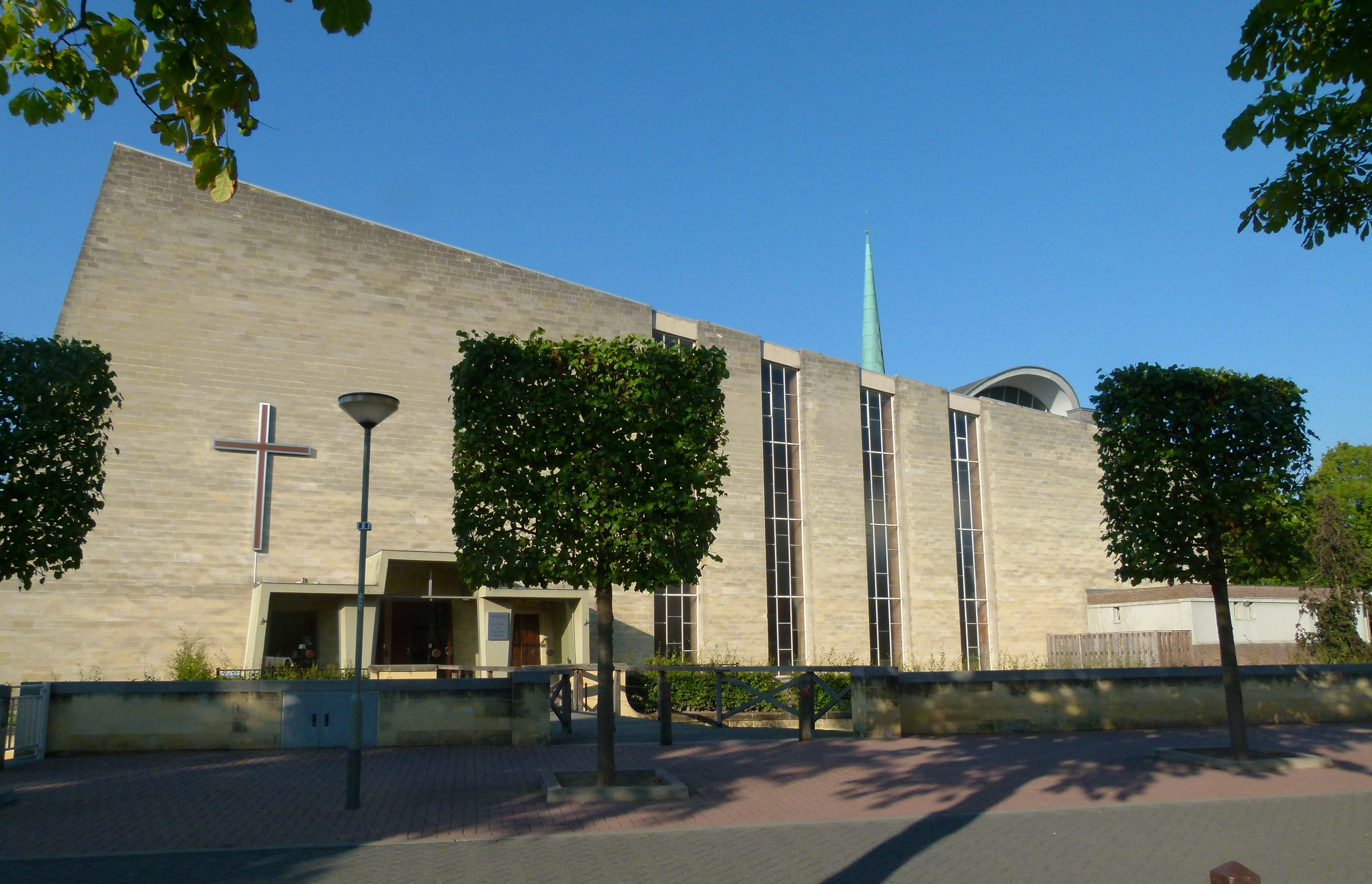
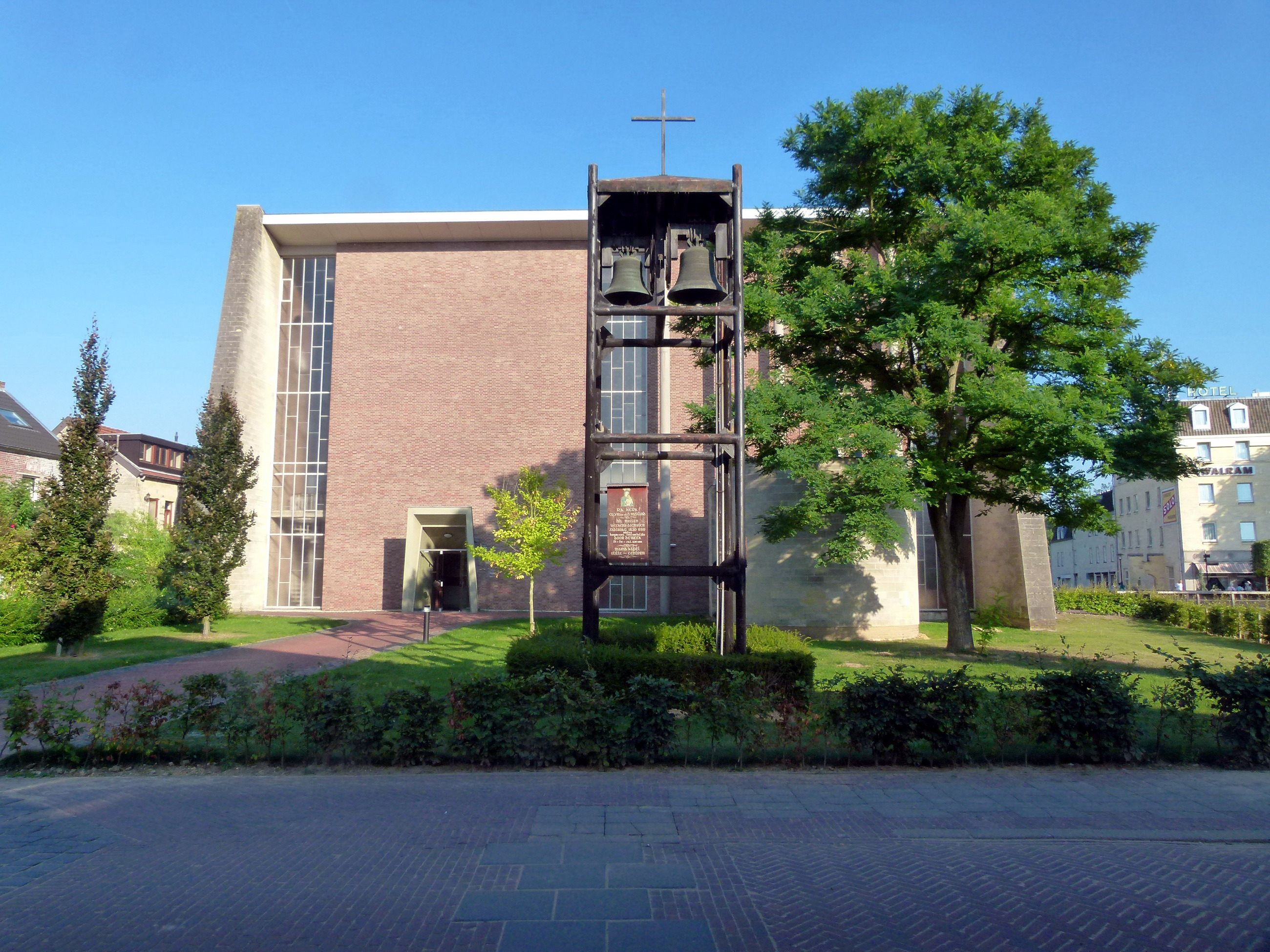
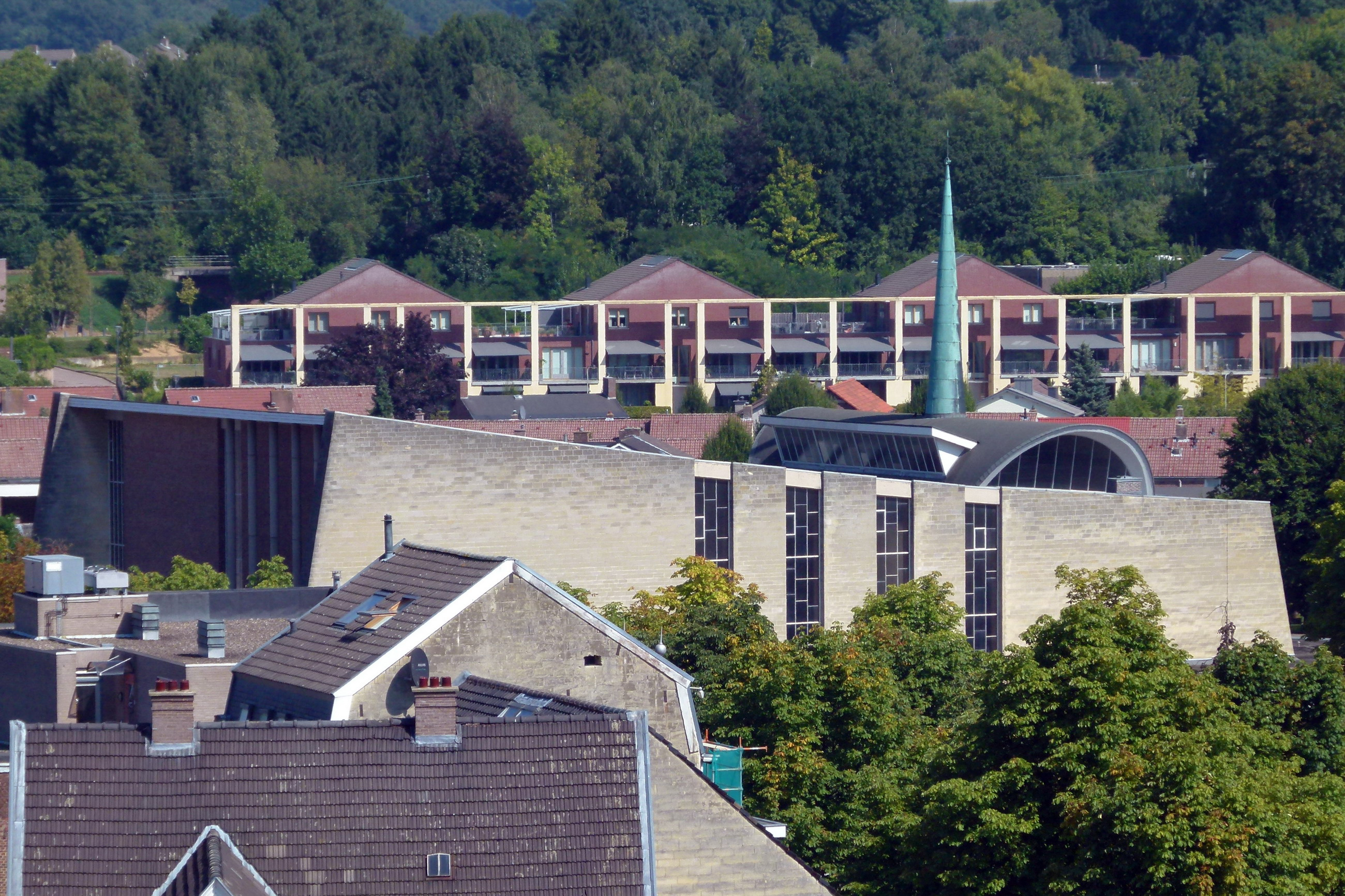
De kerk gezien vanaf de kasteelruïne
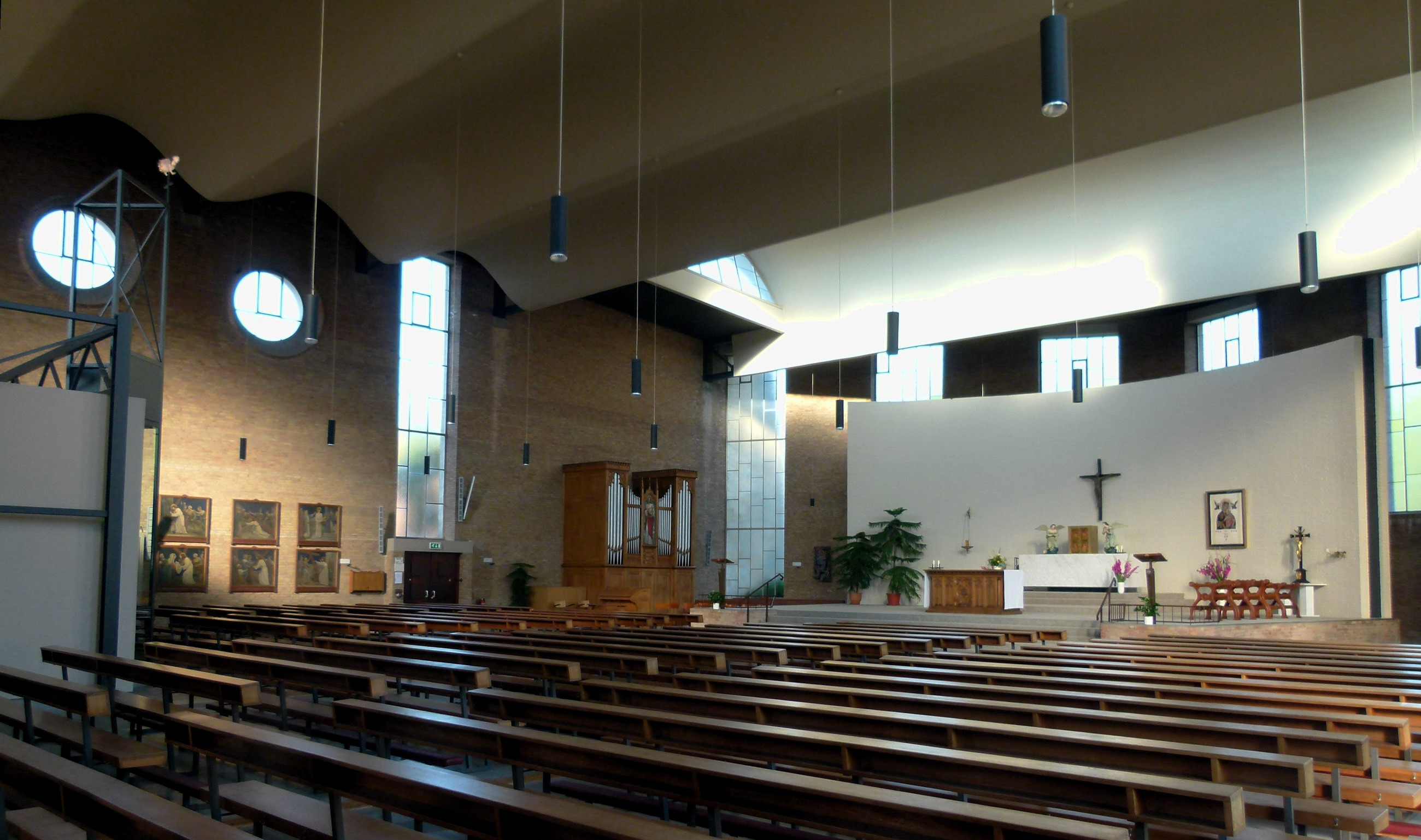
Interieur